# Список университетов Сербии

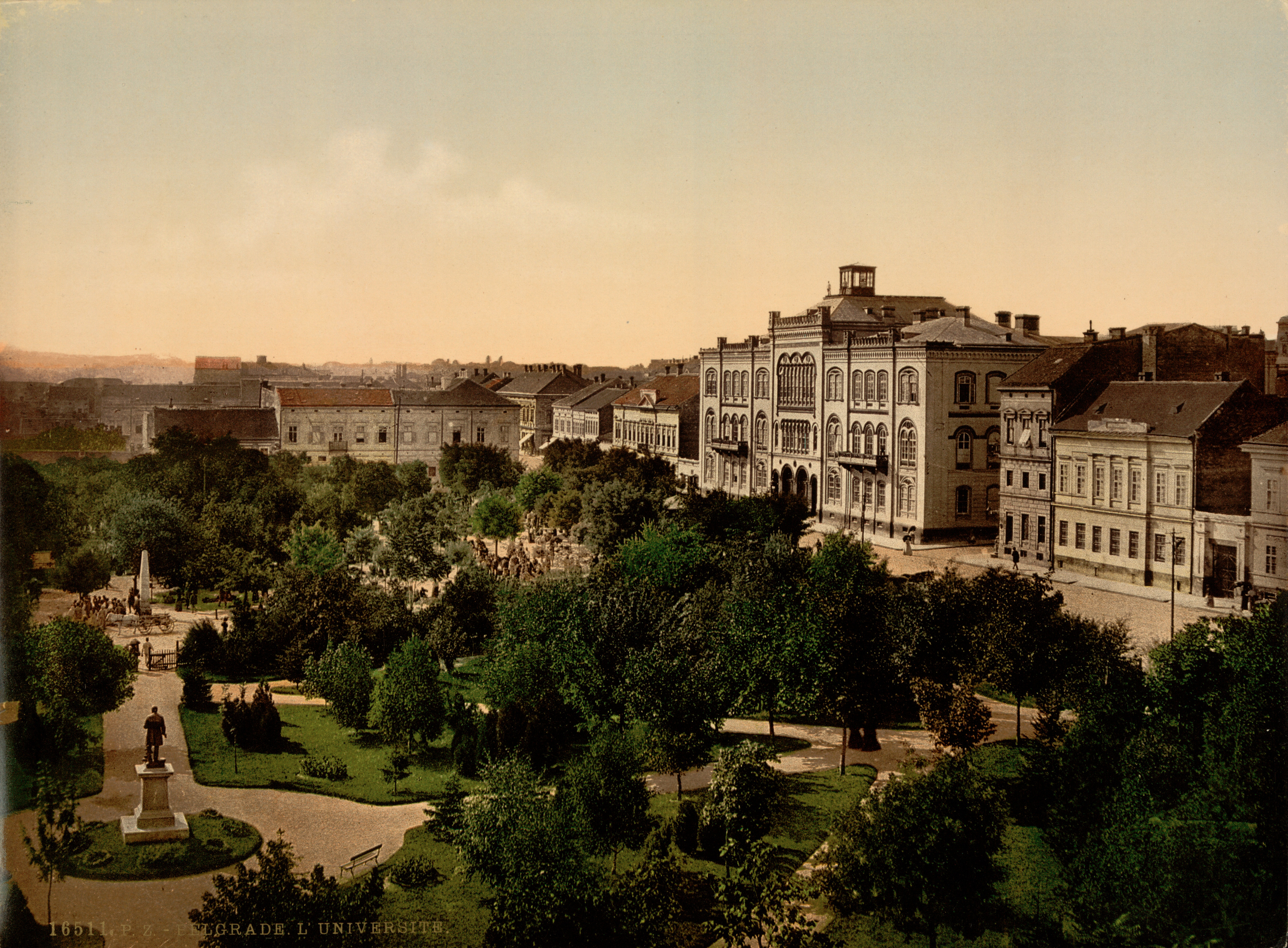
Здание Белградского университета в 1890 году

Система высшего образования Республики Сербия включает восемнадцать университетов, восемь из которых являются государственными, а десять — частными. Все они находятся в ведении Министерства просвещения, науки и технологического развития Сербии. Согласно действующим в стране законам, университет представляет собой автономную организацию, осуществляющую образовательную и научно-исследовательскую деятельность по математическим, гуманитарным, медицинским и другим специальностям.
По данным Сербского республиканского института статистики, в 2015 году в университетах страны высшее образование получали 241 054 студента. Из них 103 548 человек обучались за счёт бюджета. В том же году в высших учебных заведениях работали 10 706 преподавателей.
Наиболее крупным и старейшим университетом страны является Белградский университет. Он считается наследником Высшей школы, основанной сербским просветителем Доситеем Обрадовичем в 1808 году, во время Первого сербского восстания. Тогда город был под контролем восставших сербов. Высшая школа проработала до конца восстания в 1813 году. Её традиции продолжил основанный в 1838 году в Крагуеваце лицей, позднее ставший Высшей школой и переместившийся в Белград. В 1905 году Законом об университете ему была дарована автономия.
Во время СФРЮ при содействии Белградского университета были созданы высшие учебные заведения в других крупных городах Югославии — Нише, Нови-Саде, Крагуеваце, Приштине. В 1989 году в Белграде открылся первый в стране частный ВУЗ — Университет имени Джона Нейсбитта. Вслед за ним на рубеже XX—XXI веков работу начали и несколько других частных университетов.
Приштинский университет, управляемый Министерством просвещения Сербии, расположен в Косовска-Митровице, куда переехал после Косовской войны. По принятому в Сербии закону, Косовска-Митровица является временным местом размещения университета.

## Легенда
В списке представлены государственные и частные университеты Сербии. Они располагаются в алфавитном порядке.
Таблица:
- Название — название университета на русском языке, ниже приводится оригинальное название на сербском;
- Год основания — дата основания университета;
- Число факультетов — количество факультетов в университете;
- Местонахождение ректората — населенный пункт, где находится ректорат университета;
- Ректор — фамилия и имя ректора;
- Фото —  фотография университета;

Сортировка может проводиться по всем столбцам таблицы, кроме столбца с фото.

## Государственные университеты
| Название                                                            | Год основания | Число факультетов | Местонахождение ректората | Ректор            | Фото |
| ------------------------------------------------------------------- | ------------- | ----------------- | ------------------------- | ----------------- | ---- |
| Белградский университет серб. Универзитет у Београду                | 1808          | 31                | Белград                   | Иванка Попович    |      |
| Крагуевацкий университет серб. Универзитет у Крагујевцу             | 1976          | 12                | Крагуевац                 | Ненад Филипович   |      |
| Нишский университет серб. Универзитет у Нишу                        | 1965          | 13                | Ниш                       | Драган Антич      |      |
| Нови-Пазарский университет серб. Државни универзитет у Новом Пазару | 2006          | 10                | Нови-Пазар                | Миладин Костич    |      |
| Нови-Садский университет серб. Универзитет у Новом Саду             | 1960          | 14                | Нови-Сад                  | Деян Якшич        |      |
| Приштинский университет серб. Универзитет у Приштини                | 1969          | 10                | Косовска-Митровица        | Здравко Витошевич |      |
| Университет искусств серб. Универзитет уметности у Београду         | 1957          | 4                 | Белград                   | Милета Проданович |      |
| Университет обороны серб. Универзитет одбране                       | 2011          | 2                 | Белград                   | Горан Радованович |      |

## Частные университеты
| Название                                                            | Год основания | Число факультетов | Местонахождение ректората  | Ректор                | Фото |
| ------------------------------------------------------------------- | ------------- | ----------------- | -------------------------- | --------------------- | ---- |
| Академия красивых искусств серб. Академиjа лепих уметности          | 1997          | 1                 | Белград                    | Валентин Кулето       |      |
| Европейский университет серб. Европски универзитет                  | 2011          | 4                 | Белград                    | Милия Зечевич         |      |
| Университет Альфа серб. Алфа универзитет                            | 1993          | 7                 | Белград                    | Славко Вукша          |      |
| Университет в Нови-Пазаре серб. Универзитет у Новом Пазару          | 2002          | 6                 | Нови-Пазар                 | Суад Бечирович        |      |
| Университет имени Джона Нейсбитта серб. Универзитет Џон Незбит      | 1989          | 12                | Белград                    | Миломир Минич         |      |
| Университет Метрополитан серб. Универзитет Метрополитан             | 2005          | 3                 | Белград                    | Драган Домазет        |      |
| Университет Сингидунум серб. Универзитет Сингидунум                 | 2005          | 9                 | Белград                    | Младен Веинович       |      |
| Университет Унион серб. Универзитет Унион                           | 2005          | 5                 | Белград                    | Гордана Вукелич       |      |
| Университет Унион-Никола Тесла серб. Универзитет Унион-Никола Тесла | 2010          | 4                 | Белград                    | Зоран Цекич           |      |
| Университет Эдуконс серб. Едуконс универзитет                       | 2008          | 11                | Сремска-Каменица, Нови-Сад | Александар Андрейевич |      |